# تیگران ششم
تیگران ششم (ارمنی: Տիգրան Զ زاده پیش از ۲۵ میلادی - درگذشته پس از ۶۸ میلادی) پادشاه ارمنستان از دودمان هرودیان بود. او از حاکمان دست نشانده روم در منطقه ارمنستان بود.
او فرزند اسکندر از همسری ناشناس بود. او هم نام عموی پدری اش تیگران پنجم بود که به عنوان پادشاه قبلی ارمنستان در دوران سلطنت آگوستوس خدمت می‌کرد. به نظر می‌رسد تیگران تنها نوه‌ای است که از طرف پدربزرگ و مادربزرگ پدری‌اش به دنیا آمده‌است.
اطلاعات کمی در مورد زندگی تیگران قبل از پادشاهی ارمنستان وجود دارد. تیگران در رم بزرگ شد. اقامت طولانی مدت او در رم او را به حاکمی گوش به فرمان تبدیل کرد. تیگران با زنی اشرافی از آناتولی مرکزی به نام اوپگالی ازدواج کرد.
در بهار سال ۵۸ ژنرال رومی گنائوس دومیتیوس کوربولو با ارتش خود از کاپادوکیه وارد ارمنستان شد و به سمت آرتاشات پیشروی کرد، در حالی که فراسمان اول حاکم ایبریا از شمال و آنتیوخوس چهارم (کوماژن) از جنوب غربی به تیرداد یکم ارمنستان حمله کردند. تیرداد از پایتخت خود فرار کرد و کوربولو آن را آتش زد. در تابستان همان سال، کوربولو به سمت تیگراناکرت پیشروی کرد، تنها یک دژ مقاومت کرد. اکثریت ارامنه مقاومت را کنار گذاشته بودند و شاهزاده ای را که روم داده بود پذیرفته بودند. پس از این حمله موفق نرون امپراتور روم، تیگران را به عنوان پادشاه ارمنستان در روم تاج گذاری کرد. نرون یک گارد متشکل از ۱۰۰۰ سرباز لژیونر، سه گروه کمکی و دو سواره نظام به تیگران داده بود تا از ارمنستان محافظت کند.
تیگران پس از به حکومت رسیدن به یک ایالت کوچک همسایه تحت الحمایه پارت‌ها به نام آدیابن حمله کرد و پادشاه مونوباز را خلع کرد. بلاش یکم این را اقدامی تجاوزکارانه از سوی روم می‌دانست. او به ارمنستان حمله کرد و تیگراناکرت را محاصره کرد. سرانجام، اشکانیان با کوربولو قراردادی امضا کردند که تیرداد یکم ارمنستان را تا زمانی که به روم می‌رفت تا توسط نرون تاجگذاری کند، به عنوان پادشاه ارمنستان منصوب کنند. در سال ۶۳ تیگران مجبور شد تاج و تخت خود را کنار بگذارد. شواهد تاریخی و سکه‌شناسی نشان می‌دهد که نرون قصد داشت تیگران را به تاج و تخت ارمنستان بازگرداند، اما نقشه نرون برای تیگران و ارمنستان با شروع نخستین جنگ یهود-روم در سال ۶۶ عملی نشد. از سرنوشت او پس از خلع از حکومت اطلاعی در دست نیست.